# カーディガン伯爵
カーディガン伯爵（英: Earl of Cardigan）は、イングランド貴族の伯爵位である。1661年4月20日にスタントン・ワイヴィルの初代ブルーデネル男爵トマス・ブルーデネルが叙位されたことに始まり、彼の男系男子によって現在まで世襲されている。1868年以降はアイルズベリー侯爵位と保持者が同じになっており、2019年現在のカーディガン伯爵位保持者は第8代アイルズベリー侯爵マイケル・ブルーデネル＝ブルースである。カーディガン伯爵位を保持するようになった後のアイルズベリー侯爵家の法定推定相続人はカーディガン伯爵を儀礼称号として名乗る。

## 歴史
1611年6月29日にサー・トマス・ブルーデネルは、（ノーサンプトン州ディーンの）準男爵（Baronet "of Deene in the County of Northampton", イングランド準男爵）の称号を与えられ、次いで1628年2月26日にレスター州スタントン・ワイヴィルのブルーデネル男爵（Baron Brudenell of Stanton Wyvil, in the County of Leicester, イングランド貴族）に叙された。イングランド内戦中、熱心な王党派だったため、ロンドン塔に投獄されたが、王政復古後の1661年4月20日にカーディガン伯爵に叙された。
初代伯が死去すると息子のロバートが2代伯となった。2代伯の一人息子であるフランシスは父より先に没したため、伯位はその息子で2代伯の孫にあたるジョージが相続した。

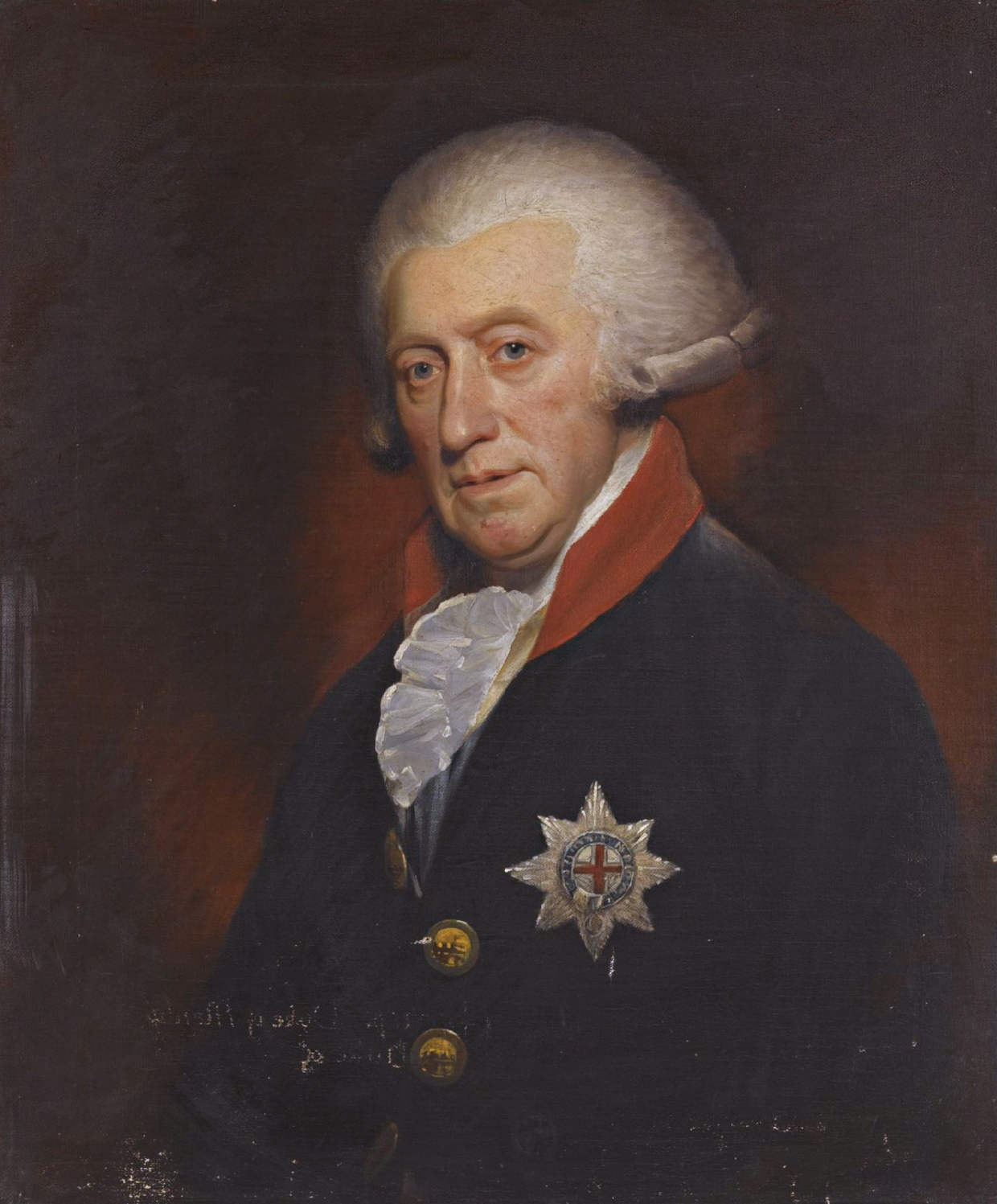
初代モンタギュー公爵および第4代カーディガン伯爵ジョージ・モンタギュー

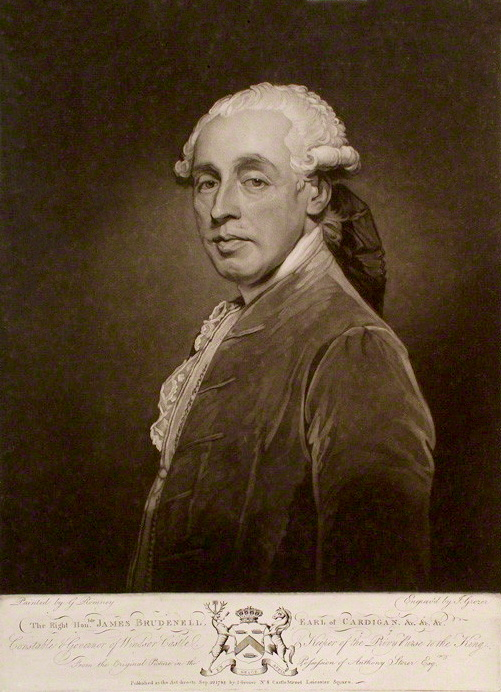
第5代カーディガン伯爵および初代ディーンのブルーデネル男爵ジェイムズ・ブルーデネル（1792年）

4代伯となったのは3代伯の息子のジョージである。彼は第2代モンタギュー公爵ジョン・モンタギューの娘であるメアリーと結婚し、第2代モンタギュー公爵の男子が全て夭逝したためモンタギューへ改姓して義父の遺産を相続した（モンタギュー公爵そのものはここで一度断絶した）。そして彼は1766年にグレートブリテン貴族のモンタギュー公爵 (Duke of Montagu) およびモンザーマー侯爵 (Marquess of Monthermer) に、1786年にノーサンプトン州バウトンのモンタギュー男爵(Baron Montagu of Boughton, in the County of Northampton) に叙された。
1790年に4代カーディガン伯すなわち初代モンタギュー公爵は死去したが、彼には女子しかいなかった。カーディガン伯爵とその従属称号は弟で1780年10月17日にノーサンプトン州ディーンのブルーデネル男爵 (Baron Brudenell of Deene, in the County of Northampton) に叙されていたジェイムズが相続、モンタギュー公爵とその従属称号は断絶、バウトンのモンタギュー男爵は女系の孫に継承させるという特別継承権が付されていたため孫のヘンリー・モンタギュー＝スコットが相続した。
5代伯は襲爵前に庶民院議員（はじめシャフツベリ選出、次いでヘイスティングス選出、その次にグレート・ベドウィン選出、最後にマールバラ選出）となっていたほか、ジョージ3世の下で王室手許金管理長官を務めるなどとして公職にあった。彼には男子がないまま死去したため、カーディガン伯爵は甥のロバートが相続した。一方ディーンのブルーデネル男爵は断絶した。
6代伯ロバートはクリケット選手であり、1790年から1793年にかけてMajor cricketに知られているだけで8度出場したほか、世界最古のクリケットチームであるマリルボーン・クリケット・クラブの初期の選手の一人でもあった。また1797年から1802年までマールバラ選出庶民院議員を務めた。

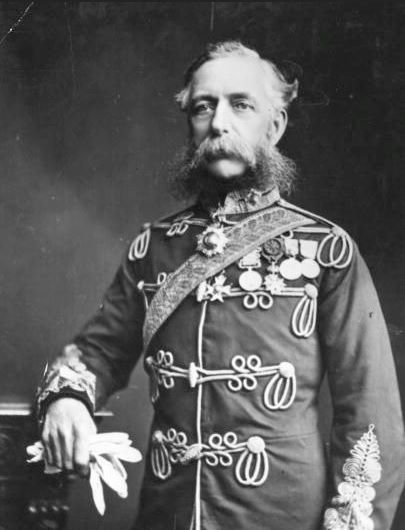
第7代カーディガン伯爵ジェイムズ・ブルーデネル陸軍中将

6代伯が死去すると、その息子であるジェイムズが7代伯となった。彼は軍人で、クリミア戦争のバラクラヴァの戦いにおいて軽騎兵旅団の突撃と呼ばれる突撃を指揮したことで知られる。また衣服のカーディガンの名称は彼が考案したことに由来する
7代伯は1868年に子のないまま死去し、伯位ははとこの第2代アイルズベリー侯爵ジョージ・ブルーデネル＝ブルースによって相続された。彼は3代伯の末子であるトマスの孫である。
トマスは1747年に母方の伯父である第4代エルギン伯爵チャールズ・ブルースから、ウィルトシャー州トッテナムのブルース男爵 (Baron Bruce of Tottenham, in the County of Wilts, グレートブリテン貴族) を相続し、1776年にアイルズベリー伯爵（グレートブリテン貴族）に叙され、また1766年には姓を母のものと組み合わせて「ブルーデネル＝ブルース」へ改めていた。さらにトマスの子でジョージの父であるチャールズは1821年にアイルズベリー侯爵（連合王国貴族）にも叙されており、ジョージは1856年に父からこれらの爵位を相続していた。
侯爵は伯爵よりも上位の称号であるため、以後カーディガン伯爵の称号は当主が称することはなくなった。また初代アイルズベリー侯爵は初代カーディガン伯爵の唯一残る子孫であったため、今後もこの二つの爵位が別人に相続される可能性はない。しかしながら、アイルズベリー侯爵位の法定推定相続人の儀礼称号としてカーディガン伯爵は現在でも用いられる。

## 一覧

### ブルーデネル準男爵（ディーンの） （1611年）
- 初代準男爵トマス・ブルーデネル（英語版） (Thomas Brudenell, 1583頃–1663)
  - 1628年、スタントン・ワイヴィルのブルーデネル男爵に叙位

### スタントン・ワイヴィルのブルーデネル男爵 （1628年）
- 初代ブルーデネル男爵トマス・ブルーデネル（英語版） (Thomas Brudenell, 1583頃–1663)
  - 1661年、カーディガン伯爵に叙位

### カーディガン伯爵 （1661年）
- 初代カーディガン伯トマス・ブルーデネル（英語版） (Thomas Brudenell, 1583頃–1663)
- 2代カーディガン伯ロバート・ブルーデネル（英語版） (Robert Brudenell, 1607–1703) 先代の息子
- 3代カーディガン伯ジョージ・ブルーデネル (George Brudenell, 1692–1732) 先代の孫
- 4代カーディガン伯ジョージ・モンタギュー (George Montagu, 1712–1790) 先代の息子
  - 1749年にモンタギューへ改姓、1766年にモンタギュー公爵へ叙位

### モンタギュー公爵 第2期（1766年）
- 初代モンタギュー公・4代カーディガン伯ジョージ・モンタギュー (George Montagu, 1712–1790)
  - 死後、モンタギュー公爵廃絶

### カーディガン伯爵（1661年）
- 5代カーディガン伯ジェイムズ・ブルーデネル（英語版） (James Brudenell, 1715-1811) 初代モンタギュー公(4代カーディガン伯)の弟
- 6代カーディガン伯ロバート・ブルーデネル (Robert Brudenell, 1760-1837) 先代の甥
- 7代カーディガン伯ジェイムズ・トマス・ブルーデネル (James Thomas Brudenell, 1797-1868) 先代の息子
- 2代アイルズベリー侯・8代カーディガン伯ジョージ・ウィリアム・フレデリック・ブルーデネル＝ブルース（英語版） (George William Frederick Brudenell-Bruce, 1804-1878) 先代の二従弟
- 3代アイルズベリー侯・9代カーディガン伯アーネスト・オーガスタス・チャールズ・ブルーデネル＝ブルース（英語版） (Ernest Augustus Charles Brudenell-Bruce, 1811–1886) 先代の弟
- 4代アイルズベリー侯・10代カーディガン伯ジョージ・ウィリアム・トマス・ブルーデネル＝ブルース（英語版） (George William Thomas Brudenell-Bruce, 1863–1894) 先代の孫
- 5代アイルズベリー侯・11代カーディガン伯ヘンリー・オーガスタス・ブルーデネル＝ブルース（英語版） (Henry Augustus Brudenell-Bruce,  1842–1911) 先代の叔父
- 6代アイルズベリー侯・12代カーディガン伯ジョージ・ウィリアム・ジェイムズ・シャンドス・ブルーデネル＝ブルース（英語版） (George William James Chandos Brudenell-Bruce, 1873–1961) 先代の息子
- 7代アイルズベリー侯・13代カーディガン伯シャンドス・シドニー・セドリック・ブルーデネル＝ブルース（英語版） (Chandos Sydney Cedric Brudenell-Bruce, 1904–1974) 先代の息子
- 8代アイルズベリー侯・14代カーディガン伯マイケル・シドニー・セドリック・ブルーデネル＝ブルース（英語版） (Michael Sydney Cedric Brudenell-Bruce, 1926-) 先代の息子
  - 法定推定相続人は現当主の息子のカーディガン伯(儀礼称号)デイヴィッド・マイケル・ジェイムズ・ブルーデネル＝ブルース（英語版） (David Michael James Brudenell-Bruce,1952-)
    - その法定推定相続人は、彼の息子のセイバーネイク子爵(儀礼称号)トマス・ブルーデネル＝ブルース(Thomas Brudenell-Bruce, 1982-)

### ディーンのブルーデネル男爵 （1780年）
- ディーンの初代ブルーデネル男爵ジェイムズ・ブルーデネル（英語版） (James Brudenell, 1715-1811)
  - 1790年に5代カーディガン伯を継承

## 系図
|                                                                                     |                                                                                     |                                                                                     |                                                                                     |                                                                                     |                                                                                     |                                                                         |                                                                         | 1633年エルギン伯                                                        | 1633年エルギン伯                                                        | 1633年エルギン伯                                                        | 1633年エルギン伯                                                        | 1633年エルギン伯                                                  | 1633年エルギン伯                                                  |                                             |                                             | 1661年カーディガン伯                                                        | 1661年カーディガン伯                                                        | 1661年カーディガン伯                                                        | 1661年カーディガン伯                                                        | 1661年カーディガン伯                                                        | 1661年カーディガン伯                                                        |  |  | | | | | | |                                    |                                    | | | | | | |                                                                                   |                                                                                   |                                                                                   |                                                                                   |                                                                                   |                                                                                   |  |  |  |  |  |  |  |  |  |  |
|                                                                                     |                                                                                     |                                                                                     |                                                                                     |                                                                                     |                                                                                     |                                                                         |                                                                         | 1633年エルギン伯                                                        | 1633年エルギン伯                                                        | 1633年エルギン伯                                                        | 1633年エルギン伯                                                        | 1633年エルギン伯                                                  | 1633年エルギン伯                                                  | 初代エルギン伯 トマス・ブルース (1599-1663) | 初代エルギン伯 トマス・ブルース (1599-1663) | 初代エルギン伯 トマス・ブルース (1599-1663)                                 | 初代エルギン伯 トマス・ブルース (1599-1663)                                 | 初代エルギン伯 トマス・ブルース (1599-1663)                                 | 初代エルギン伯 トマス・ブルース (1599-1663)                                 | 1661年カーディガン伯                                                        | 1661年カーディガン伯                                                        |  |  | 初代カーディガン伯 トマス・ブルーデネル (1583頃-1663)                                                                    | 初代カーディガン伯 トマス・ブルーデネル (1583頃-1663)                                                                    | 初代カーディガン伯 トマス・ブルーデネル (1583頃-1663)                                                                    | 初代カーディガン伯 トマス・ブルーデネル (1583頃-1663)                                                                    | 初代カーディガン伯 トマス・ブルーデネル (1583頃-1663)                                                                    | 初代カーディガン伯 トマス・ブルーデネル (1583頃-1663)                                                                    |                                    |                                    | | | | | | |                                                                                   |                                                                                   |                                                                                   |                                                                                   |                                                                                   |                                                                                   |  |  |  |  |  |  |  |  |  |  |
|                                                                                     |                                                                                     |                                                                                     |                                                                                     |                                                                                     |                                                                                     |                                                                         |                                                                         |                                                                         |                                                                         |                                                                         |                                                                         |                                                                   |                                                                   | 初代エルギン伯 トマス・ブルース (1599-1663) | 初代エルギン伯 トマス・ブルース (1599-1663) | 初代エルギン伯 トマス・ブルース (1599-1663)                                 | 初代エルギン伯 トマス・ブルース (1599-1663)                                 | 初代エルギン伯 トマス・ブルース (1599-1663)                                 | 初代エルギン伯 トマス・ブルース (1599-1663)                                 |                                                                             |                                                                             |  |  | 初代カーディガン伯 トマス・ブルーデネル (1583頃-1663)                                                                    | 初代カーディガン伯 トマス・ブルーデネル (1583頃-1663)                                                                    | 初代カーディガン伯 トマス・ブルーデネル (1583頃-1663)                                                                    | 初代カーディガン伯 トマス・ブルーデネル (1583頃-1663)                                                                    | 初代カーディガン伯 トマス・ブルーデネル (1583頃-1663)                                                                    | 初代カーディガン伯 トマス・ブルーデネル (1583頃-1663)                                                                    |                                    |                                    | | | | | | |                                                                                   |                                                                                   |                                                                                   |                                                                                   |                                                                                   |                                                                                   |  |  |  |  |  |  |  |  |  |  |
|                                                                                     |                                                                                     |                                                                                     |                                                                                     |                                                                                     |                                                                                     |                                                                         |                                                                         | 1662年アイルズベリー伯(1期)                                             |                                                                         |                                                                         |                                                                         |                                                                   |                                                                   |                                             |                                             |                                                                             |                                                                             |                                                                             |                                                                             |                                                                             |                                                                             |  |  | | | | | | |                                    |                                    | | | | | | |                                                                                   |                                                                                   |                                                                                   |                                                                                   |                                                                                   |                                                                                   |  |  |  |  |  |  |  |  |  |  |
|                                                                                     |                                                                                     |                                                                                     |                                                                                     |                                                                                     |                                                                                     |                                                                         |                                                                         | 初代アイルズベリー伯 2代エルギン伯 ロバート・ブルース (1627-1685)       | 初代アイルズベリー伯 2代エルギン伯 ロバート・ブルース (1627-1685)       | 初代アイルズベリー伯 2代エルギン伯 ロバート・ブルース (1627-1685)       | 初代アイルズベリー伯 2代エルギン伯 ロバート・ブルース (1627-1685)       | 初代アイルズベリー伯 2代エルギン伯 ロバート・ブルース (1627-1685) | 初代アイルズベリー伯 2代エルギン伯 ロバート・ブルース (1627-1685) |                                             |                                             | 2代カーディガン伯 ロバート・ブルーデネル (1607-1703)                        | 2代カーディガン伯 ロバート・ブルーデネル (1607-1703)                        | 2代カーディガン伯 ロバート・ブルーデネル (1607-1703)                        | 2代カーディガン伯 ロバート・ブルーデネル (1607-1703)                        | 2代カーディガン伯 ロバート・ブルーデネル (1607-1703)                        | 2代カーディガン伯 ロバート・ブルーデネル (1607-1703)                        |  |  | | | | | | |                                    |                                    | | | | | | |                                                                                   |                                                                                   |                                                                                   |                                                                                   |                                                                                   |                                                                                   |  |  |  |  |  |  |  |  |  |  |
|                                                                                     |                                                                                     |                                                                                     |                                                                                     |                                                                                     |                                                                                     |                                                                         |                                                                         | 初代アイルズベリー伯 2代エルギン伯 ロバート・ブルース (1627-1685)       | 初代アイルズベリー伯 2代エルギン伯 ロバート・ブルース (1627-1685)       | 初代アイルズベリー伯 2代エルギン伯 ロバート・ブルース (1627-1685)       | 初代アイルズベリー伯 2代エルギン伯 ロバート・ブルース (1627-1685)       | 初代アイルズベリー伯 2代エルギン伯 ロバート・ブルース (1627-1685) | 初代アイルズベリー伯 2代エルギン伯 ロバート・ブルース (1627-1685) |                                             |                                             | 2代カーディガン伯 ロバート・ブルーデネル (1607-1703)                        | 2代カーディガン伯 ロバート・ブルーデネル (1607-1703)                        | 2代カーディガン伯 ロバート・ブルーデネル (1607-1703)                        | 2代カーディガン伯 ロバート・ブルーデネル (1607-1703)                        | 2代カーディガン伯 ロバート・ブルーデネル (1607-1703)                        | 2代カーディガン伯 ロバート・ブルーデネル (1607-1703)                        |  |  | | | | | | |                                    |                                    | | | | | | |                                                                                   |                                                                                   |                                                                                   |                                                                                   |                                                                                   |                                                                                   |  |  |  |  |  |  |  |  |  |  |
|                                                                                     |                                                                                     |                                                                                     |                                                                                     |                                                                                     |                                                                                     |                                                                         |                                                                         | 2代アイルズベリー伯 3代エルギン伯 トマス・ブルース (1656-1741)          | 2代アイルズベリー伯 3代エルギン伯 トマス・ブルース (1656-1741)          | 2代アイルズベリー伯 3代エルギン伯 トマス・ブルース (1656-1741)          | 2代アイルズベリー伯 3代エルギン伯 トマス・ブルース (1656-1741)          | 2代アイルズベリー伯 3代エルギン伯 トマス・ブルース (1656-1741)    | 2代アイルズベリー伯 3代エルギン伯 トマス・ブルース (1656-1741)    |                                             |                                             | ブルーデネル卿(儀礼称号) フランシス・ブルーデネル (生年不詳-1698)           | ブルーデネル卿(儀礼称号) フランシス・ブルーデネル (生年不詳-1698)           | ブルーデネル卿(儀礼称号) フランシス・ブルーデネル (生年不詳-1698)           | ブルーデネル卿(儀礼称号) フランシス・ブルーデネル (生年不詳-1698)           | ブルーデネル卿(儀礼称号) フランシス・ブルーデネル (生年不詳-1698)           | ブルーデネル卿(儀礼称号) フランシス・ブルーデネル (生年不詳-1698)           |  |  | | | | | | |                                    |                                    | | | | | | |                                                                                   |                                                                                   |                                                                                   |                                                                                   |                                                                                   |                                                                                   |  |  |  |  |  |  |  |  |  |  |
|                                                                                     |                                                                                     |                                                                                     |                                                                                     |                                                                                     |                                                                                     |                                                                         |                                                                         | 2代アイルズベリー伯 3代エルギン伯 トマス・ブルース (1656-1741)          | 2代アイルズベリー伯 3代エルギン伯 トマス・ブルース (1656-1741)          | 2代アイルズベリー伯 3代エルギン伯 トマス・ブルース (1656-1741)          | 2代アイルズベリー伯 3代エルギン伯 トマス・ブルース (1656-1741)          | 2代アイルズベリー伯 3代エルギン伯 トマス・ブルース (1656-1741)    | 2代アイルズベリー伯 3代エルギン伯 トマス・ブルース (1656-1741)    |                                             |                                             | ブルーデネル卿(儀礼称号) フランシス・ブルーデネル (生年不詳-1698)           | ブルーデネル卿(儀礼称号) フランシス・ブルーデネル (生年不詳-1698)           | ブルーデネル卿(儀礼称号) フランシス・ブルーデネル (生年不詳-1698)           | ブルーデネル卿(儀礼称号) フランシス・ブルーデネル (生年不詳-1698)           | ブルーデネル卿(儀礼称号) フランシス・ブルーデネル (生年不詳-1698)           | ブルーデネル卿(儀礼称号) フランシス・ブルーデネル (生年不詳-1698)           |  |  | | | | | | |                                    |                                    | | | | | | |                                                                                   |                                                                                   |                                                                                   |                                                                                   |                                                                                   |                                                                                   |  |  |  |  |  |  |  |  |  |  |
|                                                                                     |                                                                                     |                                                                                     |                                                                                     |                                                                                     |                                                                                     |                                                                         |                                                                         |                                                                         |                                                                         |                                                                         |                                                                         |                                                                   |                                                                   |                                             |                                             |                                                                             |                                                                             |                                                                             |                                                                             |                                                                             |                                                                             |  |  | | | | | | |                                    |                                    | | | | | | |                                                                                   |                                                                                   |                                                                                   |                                                                                   |                                                                                   |                                                                                   |  |  |  |  |  |  |  |  |  |  |
| 1746年トッテナムのブルース男爵                                                      |                                                                                     |                                                                                     |                                                                                     |                                                                                     |                                                                                     |                                                                         |                                                                         |                                                                         |                                                                         |                                                                         |                                                                         |                                                                   |                                                                   |                                             |                                             |                                                                             |                                                                             |                                                                             |                                                                             |                                                                             |                                                                             |  |  | | | | | | |                                    |                                    | | | | | | |                                                                                   |                                                                                   |                                                                                   |                                                                                   |                                                                                   |                                                                                   |  |  |  |  |  |  |  |  |  |  |
| 3代アイルズベリー伯 4代エルギン伯 初代ブルース男爵 チャールズ・ブルース (1682-1747) | 3代アイルズベリー伯 4代エルギン伯 初代ブルース男爵 チャールズ・ブルース (1682-1747) | 3代アイルズベリー伯 4代エルギン伯 初代ブルース男爵 チャールズ・ブルース (1682-1747) | 3代アイルズベリー伯 4代エルギン伯 初代ブルース男爵 チャールズ・ブルース (1682-1747) | 3代アイルズベリー伯 4代エルギン伯 初代ブルース男爵 チャールズ・ブルース (1682-1747) | 3代アイルズベリー伯 4代エルギン伯 初代ブルース男爵 チャールズ・ブルース (1682-1747) |                                                                         |                                                                         | エリザベス・ブルース (生年不詳-1745)                                    | エリザベス・ブルース (生年不詳-1745)                                    | エリザベス・ブルース (生年不詳-1745)                                    | エリザベス・ブルース (生年不詳-1745)                                    | エリザベス・ブルース (生年不詳-1745)                              | エリザベス・ブルース (生年不詳-1745)                              |                                             |                                             | 3代カーディガン伯 ジョージ・ブルーデネル (1692–1732)                        | 3代カーディガン伯 ジョージ・ブルーデネル (1692–1732)                        | 3代カーディガン伯 ジョージ・ブルーデネル (1692–1732)                        | 3代カーディガン伯 ジョージ・ブルーデネル (1692–1732)                        | 3代カーディガン伯 ジョージ・ブルーデネル (1692–1732)                        | 3代カーディガン伯 ジョージ・ブルーデネル (1692–1732)                        |  |  | | | | | | |                                    |                                    | | | | | | |                                                                                   |                                                                                   |                                                                                   |                                                                                   |                                                                                   |                                                                                   |  |  |  |  |  |  |  |  |  |  |
| 3代アイルズベリー伯 4代エルギン伯 初代ブルース男爵 チャールズ・ブルース (1682-1747) | 3代アイルズベリー伯 4代エルギン伯 初代ブルース男爵 チャールズ・ブルース (1682-1747) | 3代アイルズベリー伯 4代エルギン伯 初代ブルース男爵 チャールズ・ブルース (1682-1747) | 3代アイルズベリー伯 4代エルギン伯 初代ブルース男爵 チャールズ・ブルース (1682-1747) | 3代アイルズベリー伯 4代エルギン伯 初代ブルース男爵 チャールズ・ブルース (1682-1747) | 3代アイルズベリー伯 4代エルギン伯 初代ブルース男爵 チャールズ・ブルース (1682-1747) |                                                                         |                                                                         | エリザベス・ブルース (生年不詳-1745)                                    | エリザベス・ブルース (生年不詳-1745)                                    | エリザベス・ブルース (生年不詳-1745)                                    | エリザベス・ブルース (生年不詳-1745)                                    | エリザベス・ブルース (生年不詳-1745)                              | エリザベス・ブルース (生年不詳-1745)                              |                                             |                                             | 3代カーディガン伯 ジョージ・ブルーデネル (1692–1732)                        | 3代カーディガン伯 ジョージ・ブルーデネル (1692–1732)                        | 3代カーディガン伯 ジョージ・ブルーデネル (1692–1732)                        | 3代カーディガン伯 ジョージ・ブルーデネル (1692–1732)                        | 3代カーディガン伯 ジョージ・ブルーデネル (1692–1732)                        | 3代カーディガン伯 ジョージ・ブルーデネル (1692–1732)                        |  |  | | | | | | |                                    |                                    | | | | | | |                                                                                   |                                                                                   |                                                                                   |                                                                                   |                                                                                   |                                                                                   |  |  |  |  |  |  |  |  |  |  |
| アイルズベリー伯(1期)廃絶                                                           |                                                                                     |                                                                                     |                                                                                     |                                                                                     |                                                                                     |                                                                         |                                                                         |                                                                         |                                                                         |                                                                         |                                                                         |                                                                   |                                                                   |                                             |                                             |                                                                             |                                                                             |                                                                             |                                                                             |                                                                             |                                                                             |  |  | | | | | | |                                    |                                    | | | | | | |                                                                                   |                                                                                   |                                                                                   |                                                                                   |                                                                                   |                                                                                   |  |  |  |  |  |  |  |  |  |  |
|                                                                                     |                                                                                     |                                                                                     |                                                                                     |                                                                                     |                                                                                     |                                                                         |                                                                         |                                                                         |                                                                         |                                                                         |                                                                         |                                                                   |                                                                   |                                             |                                             |                                                                             |                                                                             |                                                                             |                                                                             |                                                                             |                                                                             |  |  | | | | | | |                                    |                                    | | | | | | |                                                                                   |                                                                                   |                                                                                   |                                                                                   |                                                                                   |                                                                                   |  |  |  |  |  |  |  |  |  |  |
|                                                                                     |                                                                                     |                                                                                     |                                                                                     |                                                                                     |                                                                                     |                                                                         |                                                                         |                                                                         |                                                                         |                                                                         |                                                                         |                                                                   |                                                                   |                                             |                                             |                                                                             |                                                                             |                                                                             |                                                                             |                                                                             |                                                                             |  |  | | | | | | |                                    |                                    | | | | | | |                                                                                   |                                                                                   |                                                                                   |                                                                                   |                                                                                   |                                                                                   |  |  |  |  |  |  |  |  |  |  |
|                                                                                     |                                                                                     |                                                                                     |                                                                                     |                                                                                     |                                                                                     |                                                                         |                                                                         |                                                                         |                                                                         |                                                                         |                                                                         |                                                                   |                                                                   |                                             |                                             |                                                                             |                                                                             |                                                                             |                                                                             |                                                                             |                                                                             |  |  | | | | | | |                                    |                                    | | | | | | |                                                                                   |                                                                                   |                                                                                   |                                                                                   |                                                                                   |                                                                                   |  |  |  |  |  |  |  |  |  |  |
| 1766年モンタギュー公(2期)                                                           | 1766年モンタギュー公(2期)                                                           | 1766年モンタギュー公(2期)                                                           | 1766年モンタギュー公(2期)                                                           | 1766年モンタギュー公(2期)                                                           | 1766年モンタギュー公(2期)                                                           |                                                                         |                                                                         | 1780年ディーンのブルーデネル男爵                                        | 1780年ディーンのブルーデネル男爵                                        | 1780年ディーンのブルーデネル男爵                                        | 1780年ディーンのブルーデネル男爵                                        | 1780年ディーンのブルーデネル男爵                                  | 1780年ディーンのブルーデネル男爵                                  |                                             |                                             |                                                                             |                                                                             |                                                                             |                                                                             |                                                                             |                                                                             |  |  | 1776年アイルズベリー伯(2期)                                                                                              | 1776年アイルズベリー伯(2期)                                                                                              | 1776年アイルズベリー伯(2期)                                                                                              | 1776年アイルズベリー伯(2期)                                                                                              | 1776年アイルズベリー伯(2期)                                                                                              | 1776年アイルズベリー伯(2期)                                                                                              |                                    |                                    | | | | | | |                                                                                   |                                                                                   |                                                                                   |                                                                                   |                                                                                   |                                                                                   |  |  |  |  |  |  |  |  |  |  |
| 1766年モンタギュー公(2期)                                                           | 1766年モンタギュー公(2期)                                                           | 1766年モンタギュー公(2期)                                                           | 1766年モンタギュー公(2期)                                                           | 1766年モンタギュー公(2期)                                                           | 1766年モンタギュー公(2期)                                                           | 初代モンタギュー公 4代カーディガン伯 ジョージ・モンタギュー (1712–1790) | 初代モンタギュー公 4代カーディガン伯 ジョージ・モンタギュー (1712–1790) | 初代モンタギュー公 4代カーディガン伯 ジョージ・モンタギュー (1712–1790) | 初代モンタギュー公 4代カーディガン伯 ジョージ・モンタギュー (1712–1790) | 初代モンタギュー公 4代カーディガン伯 ジョージ・モンタギュー (1712–1790) | 初代モンタギュー公 4代カーディガン伯 ジョージ・モンタギュー (1712–1790) | 1780年ディーンのブルーデネル男爵                                  | 1780年ディーンのブルーデネル男爵                                  |                                             |                                             | 5代カーディガン伯 初代ブルーデネル男爵 ジェイムズ・ブルーデネル (1715-1811) | 5代カーディガン伯 初代ブルーデネル男爵 ジェイムズ・ブルーデネル (1715-1811) | 5代カーディガン伯 初代ブルーデネル男爵 ジェイムズ・ブルーデネル (1715-1811) | 5代カーディガン伯 初代ブルーデネル男爵 ジェイムズ・ブルーデネル (1715-1811) | 5代カーディガン伯 初代ブルーデネル男爵 ジェイムズ・ブルーデネル (1715-1811) | 5代カーディガン伯 初代ブルーデネル男爵 ジェイムズ・ブルーデネル (1715-1811) |  |  | 1776年アイルズベリー伯(2期)                                                                                              | 1776年アイルズベリー伯(2期)                                                                                              | 1776年アイルズベリー伯(2期)                                                                                              | 1776年アイルズベリー伯(2期)                                                                                              | 1776年アイルズベリー伯(2期)                                                                                              | 1776年アイルズベリー伯(2期)                                                                                              | ロバート・ブルーデネル (1726-1768) | ロバート・ブルーデネル (1726-1768) | ロバート・ブルーデネル (1726-1768)                                                                                        | ロバート・ブルーデネル (1726-1768)                                                                                       | ロバート・ブルーデネル (1726-1768)                                                                                       | ロバート・ブルーデネル (1726-1768)                                                                                       | | | 初代アイルズベリー伯爵 2代ブルース男爵 トマス・ブルーデネル＝ブルース (1729–1814) | 初代アイルズベリー伯爵 2代ブルース男爵 トマス・ブルーデネル＝ブルース (1729–1814) | 初代アイルズベリー伯爵 2代ブルース男爵 トマス・ブルーデネル＝ブルース (1729–1814) | 初代アイルズベリー伯爵 2代ブルース男爵 トマス・ブルーデネル＝ブルース (1729–1814) | 初代アイルズベリー伯爵 2代ブルース男爵 トマス・ブルーデネル＝ブルース (1729–1814) | 初代アイルズベリー伯爵 2代ブルース男爵 トマス・ブルーデネル＝ブルース (1729–1814) |  |  |  |  |  |  |  |  |  |  |
| モンタギュー公廃絶                                                                  | モンタギュー公廃絶                                                                  | モンタギュー公廃絶                                                                  | モンタギュー公廃絶                                                                  | モンタギュー公廃絶                                                                  | モンタギュー公廃絶                                                                  | 初代モンタギュー公 4代カーディガン伯 ジョージ・モンタギュー (1712–1790) | 初代モンタギュー公 4代カーディガン伯 ジョージ・モンタギュー (1712–1790) | 初代モンタギュー公 4代カーディガン伯 ジョージ・モンタギュー (1712–1790) | 初代モンタギュー公 4代カーディガン伯 ジョージ・モンタギュー (1712–1790) | 初代モンタギュー公 4代カーディガン伯 ジョージ・モンタギュー (1712–1790) | 初代モンタギュー公 4代カーディガン伯 ジョージ・モンタギュー (1712–1790) |                                                                   |                                                                   | ディーンのブルーデネル男爵廃絶              | ディーンのブルーデネル男爵廃絶              | ディーンのブルーデネル男爵廃絶                                              | ディーンのブルーデネル男爵廃絶                                              | ディーンのブルーデネル男爵廃絶                                              | ディーンのブルーデネル男爵廃絶                                              | 5代カーディガン伯 初代ブルーデネル男爵 ジェイムズ・ブルーデネル (1715-1811) | 5代カーディガン伯 初代ブルーデネル男爵 ジェイムズ・ブルーデネル (1715-1811) |  |  | | | | | | | ロバート・ブルーデネル (1726-1768) | ロバート・ブルーデネル (1726-1768) | ロバート・ブルーデネル (1726-1768)                                                                                        | ロバート・ブルーデネル (1726-1768)                                                                                       | ロバート・ブルーデネル (1726-1768)                                                                                       | ロバート・ブルーデネル (1726-1768)                                                                                       | | | 初代アイルズベリー伯爵 2代ブルース男爵 トマス・ブルーデネル＝ブルース (1729–1814) | 初代アイルズベリー伯爵 2代ブルース男爵 トマス・ブルーデネル＝ブルース (1729–1814) | 初代アイルズベリー伯爵 2代ブルース男爵 トマス・ブルーデネル＝ブルース (1729–1814) | 初代アイルズベリー伯爵 2代ブルース男爵 トマス・ブルーデネル＝ブルース (1729–1814) | 初代アイルズベリー伯爵 2代ブルース男爵 トマス・ブルーデネル＝ブルース (1729–1814) | 初代アイルズベリー伯爵 2代ブルース男爵 トマス・ブルーデネル＝ブルース (1729–1814) |  |  |  |  |  |  |  |  |  |  |
| モンタギュー公廃絶                                                                  | モンタギュー公廃絶                                                                  | モンタギュー公廃絶                                                                  | モンタギュー公廃絶                                                                  | モンタギュー公廃絶                                                                  | モンタギュー公廃絶                                                                  |                                                                         |                                                                         |                                                                         |                                                                         |                                                                         |                                                                         |                                                                   |                                                                   | ディーンのブルーデネル男爵廃絶              | ディーンのブルーデネル男爵廃絶              | ディーンのブルーデネル男爵廃絶                                              | ディーンのブルーデネル男爵廃絶                                              | ディーンのブルーデネル男爵廃絶                                              | ディーンのブルーデネル男爵廃絶                                              |                                                                             |                                                                             |  |  | 1821年アイルズベリー侯                                                                                                   | | | | | |                                    |                                    | | | | | | |                                                                                   |                                                                                   |                                                                                   |                                                                                   |                                                                                   |                                                                                   |  |  |  |  |  |  |  |  |  |  |
|                                                                                     |                                                                                     |                                                                                     |                                                                                     |                                                                                     |                                                                                     |                                                                         |                                                                         |                                                                         |                                                                         |                                                                         |                                                                         |                                                                   |                                                                   |                                             |                                             | 6代カーディガン伯 ロバート・ブルーデネル (1760-1837)                        | 6代カーディガン伯 ロバート・ブルーデネル (1760-1837)                        | 6代カーディガン伯 ロバート・ブルーデネル (1760-1837)                        | 6代カーディガン伯 ロバート・ブルーデネル (1760-1837)                        | 6代カーディガン伯 ロバート・ブルーデネル (1760-1837)                        | 6代カーディガン伯 ロバート・ブルーデネル (1760-1837)                        |  |  | 初代アイルズベリー侯 2代アイルズベリー伯 3代ブルース男爵 チャールズ・ブルーデネル＝ブルース (1773–1856)                  | 初代アイルズベリー侯 2代アイルズベリー伯 3代ブルース男爵 チャールズ・ブルーデネル＝ブルース (1773–1856)                  | 初代アイルズベリー侯 2代アイルズベリー伯 3代ブルース男爵 チャールズ・ブルーデネル＝ブルース (1773–1856)                  | 初代アイルズベリー侯 2代アイルズベリー伯 3代ブルース男爵 チャールズ・ブルーデネル＝ブルース (1773–1856)                  | 初代アイルズベリー侯 2代アイルズベリー伯 3代ブルース男爵 チャールズ・ブルーデネル＝ブルース (1773–1856)                  | 初代アイルズベリー侯 2代アイルズベリー伯 3代ブルース男爵 チャールズ・ブルーデネル＝ブルース (1773–1856)                  |                                    |                                    | | | | | | |                                                                                   |                                                                                   |                                                                                   |                                                                                   |                                                                                   |                                                                                   |  |  |  |  |  |  |  |  |  |  |
|                                                                                     |                                                                                     |                                                                                     |                                                                                     |                                                                                     |                                                                                     |                                                                         |                                                                         |                                                                         |                                                                         |                                                                         |                                                                         |                                                                   |                                                                   |                                             |                                             | 6代カーディガン伯 ロバート・ブルーデネル (1760-1837)                        | 6代カーディガン伯 ロバート・ブルーデネル (1760-1837)                        | 6代カーディガン伯 ロバート・ブルーデネル (1760-1837)                        | 6代カーディガン伯 ロバート・ブルーデネル (1760-1837)                        | 6代カーディガン伯 ロバート・ブルーデネル (1760-1837)                        | 6代カーディガン伯 ロバート・ブルーデネル (1760-1837)                        |  |  | 初代アイルズベリー侯 2代アイルズベリー伯 3代ブルース男爵 チャールズ・ブルーデネル＝ブルース (1773–1856)                  | 初代アイルズベリー侯 2代アイルズベリー伯 3代ブルース男爵 チャールズ・ブルーデネル＝ブルース (1773–1856)                  | 初代アイルズベリー侯 2代アイルズベリー伯 3代ブルース男爵 チャールズ・ブルーデネル＝ブルース (1773–1856)                  | 初代アイルズベリー侯 2代アイルズベリー伯 3代ブルース男爵 チャールズ・ブルーデネル＝ブルース (1773–1856)                  | 初代アイルズベリー侯 2代アイルズベリー伯 3代ブルース男爵 チャールズ・ブルーデネル＝ブルース (1773–1856)                  | 初代アイルズベリー侯 2代アイルズベリー伯 3代ブルース男爵 チャールズ・ブルーデネル＝ブルース (1773–1856)                  |                                    |                                    | | | | | | |                                                                                   |                                                                                   |                                                                                   |                                                                                   |                                                                                   |                                                                                   |  |  |  |  |  |  |  |  |  |  |
|                                                                                     |                                                                                     |                                                                                     |                                                                                     |                                                                                     |                                                                                     |                                                                         |                                                                         |                                                                         |                                                                         |                                                                         |                                                                         |                                                                   |                                                                   |                                             |                                             |                                                                             |                                                                             |                                                                             |                                                                             |                                                                             |                                                                             |  |  | | | | | | |                                    |                                    | | | | | | |                                                                                   |                                                                                   |                                                                                   |                                                                                   |                                                                                   |                                                                                   |  |  |  |  |  |  |  |  |  |  |
|                                                                                     |                                                                                     |                                                                                     |                                                                                     |                                                                                     |                                                                                     |                                                                         |                                                                         |                                                                         |                                                                         |                                                                         |                                                                         |                                                                   |                                                                   |                                             |                                             | 7代カーディガン伯 ジェイムズ・ブルーデネル (1797-1868)                      | 7代カーディガン伯 ジェイムズ・ブルーデネル (1797-1868)                      | 7代カーディガン伯 ジェイムズ・ブルーデネル (1797-1868)                      | 7代カーディガン伯 ジェイムズ・ブルーデネル (1797-1868)                      | 7代カーディガン伯 ジェイムズ・ブルーデネル (1797-1868)                      | 7代カーディガン伯 ジェイムズ・ブルーデネル (1797-1868)                      |  |  | 2代アイルズベリー侯 8代カーディガン伯 3代アイルズベリー伯 4代ブルース男爵 チャールズ・ブルーデネル＝ブルース (1804-1878) | 2代アイルズベリー侯 8代カーディガン伯 3代アイルズベリー伯 4代ブルース男爵 チャールズ・ブルーデネル＝ブルース (1804-1878) | 2代アイルズベリー侯 8代カーディガン伯 3代アイルズベリー伯 4代ブルース男爵 チャールズ・ブルーデネル＝ブルース (1804-1878) | 2代アイルズベリー侯 8代カーディガン伯 3代アイルズベリー伯 4代ブルース男爵 チャールズ・ブルーデネル＝ブルース (1804-1878) | 2代アイルズベリー侯 8代カーディガン伯 3代アイルズベリー伯 4代ブルース男爵 チャールズ・ブルーデネル＝ブルース (1804-1878) | 2代アイルズベリー侯 8代カーディガン伯 3代アイルズベリー伯 4代ブルース男爵 チャールズ・ブルーデネル＝ブルース (1804-1878) |                                    |                                    | 3代アイルズベリー侯 9代カーディガン伯 4代アイルズベリー伯 5代ブルース男爵 チャールズ・ブルーデネル＝ブルース (1811–1886)  | 3代アイルズベリー侯 9代カーディガン伯 4代アイルズベリー伯 5代ブルース男爵 チャールズ・ブルーデネル＝ブルース (1811–1886) | 3代アイルズベリー侯 9代カーディガン伯 4代アイルズベリー伯 5代ブルース男爵 チャールズ・ブルーデネル＝ブルース (1811–1886) | 3代アイルズベリー侯 9代カーディガン伯 4代アイルズベリー伯 5代ブルース男爵 チャールズ・ブルーデネル＝ブルース (1811–1886) | 3代アイルズベリー侯 9代カーディガン伯 4代アイルズベリー伯 5代ブルース男爵 チャールズ・ブルーデネル＝ブルース (1811–1886) | 3代アイルズベリー侯 9代カーディガン伯 4代アイルズベリー伯 5代ブルース男爵 チャールズ・ブルーデネル＝ブルース (1811–1886) |                                                                                   |                                                                                   |                                                                                   |                                                                                   |                                                                                   |                                                                                   |  |  |  |  |  |  |  |  |  |  |
|                                                                                     |                                                                                     |                                                                                     |                                                                                     |                                                                                     |                                                                                     |                                                                         |                                                                         |                                                                         |                                                                         |                                                                         |                                                                         |                                                                   |                                                                   |                                             |                                             | 7代カーディガン伯 ジェイムズ・ブルーデネル (1797-1868)                      | 7代カーディガン伯 ジェイムズ・ブルーデネル (1797-1868)                      | 7代カーディガン伯 ジェイムズ・ブルーデネル (1797-1868)                      | 7代カーディガン伯 ジェイムズ・ブルーデネル (1797-1868)                      | 7代カーディガン伯 ジェイムズ・ブルーデネル (1797-1868)                      | 7代カーディガン伯 ジェイムズ・ブルーデネル (1797-1868)                      |  |  | 2代アイルズベリー侯 8代カーディガン伯 3代アイルズベリー伯 4代ブルース男爵 チャールズ・ブルーデネル＝ブルース (1804-1878) | 2代アイルズベリー侯 8代カーディガン伯 3代アイルズベリー伯 4代ブルース男爵 チャールズ・ブルーデネル＝ブルース (1804-1878) | 2代アイルズベリー侯 8代カーディガン伯 3代アイルズベリー伯 4代ブルース男爵 チャールズ・ブルーデネル＝ブルース (1804-1878) | 2代アイルズベリー侯 8代カーディガン伯 3代アイルズベリー伯 4代ブルース男爵 チャールズ・ブルーデネル＝ブルース (1804-1878) | 2代アイルズベリー侯 8代カーディガン伯 3代アイルズベリー伯 4代ブルース男爵 チャールズ・ブルーデネル＝ブルース (1804-1878) | 2代アイルズベリー侯 8代カーディガン伯 3代アイルズベリー伯 4代ブルース男爵 チャールズ・ブルーデネル＝ブルース (1804-1878) |                                    |                                    | 3代アイルズベリー侯 9代カーディガン伯 4代アイルズベリー伯 5代ブルース男爵 チャールズ・ブルーデネル＝ブルース (1811–1886)  | 3代アイルズベリー侯 9代カーディガン伯 4代アイルズベリー伯 5代ブルース男爵 チャールズ・ブルーデネル＝ブルース (1811–1886) | 3代アイルズベリー侯 9代カーディガン伯 4代アイルズベリー伯 5代ブルース男爵 チャールズ・ブルーデネル＝ブルース (1811–1886) | 3代アイルズベリー侯 9代カーディガン伯 4代アイルズベリー伯 5代ブルース男爵 チャールズ・ブルーデネル＝ブルース (1811–1886) | 3代アイルズベリー侯 9代カーディガン伯 4代アイルズベリー伯 5代ブルース男爵 チャールズ・ブルーデネル＝ブルース (1811–1886) | 3代アイルズベリー侯 9代カーディガン伯 4代アイルズベリー伯 5代ブルース男爵 チャールズ・ブルーデネル＝ブルース (1811–1886) |                                                                                   |                                                                                   |                                                                                   |                                                                                   |                                                                                   |                                                                                   |  |  |  |  |  |  |  |  |  |  |
|                                                                                     |                                                                                     |                                                                                     |                                                                                     |                                                                                     |                                                                                     |                                                                         |                                                                         |                                                                         |                                                                         |                                                                         |                                                                         |                                                                   |                                                                   |                                             |                                             |                                                                             |                                                                             |                                                                             |                                                                             |                                                                             |                                                                             |  |  | | | | | | |                                    |                                    | | | | | | |                                                                                   |                                                                                   |                                                                                   |                                                                                   |                                                                                   |                                                                                   |  |  |  |  |  |  |  |  |  |  |
|                                                                                     |                                                                                     |                                                                                     |                                                                                     |                                                                                     |                                                                                     |                                                                         |                                                                         |                                                                         |                                                                         |                                                                         |                                                                         |                                                                   |                                                                   |                                             |                                             |                                                                             |                                                                             |                                                                             |                                                                             |                                                                             |                                                                             |  |  | | | | | | |                                    |                                    | | | | | | |                                                                                   |                                                                                   |                                                                                   |                                                                                   |                                                                                   |                                                                                   |  |  |  |  |  |  |  |  |  |  |
|                                                                                     |                                                                                     |                                                                                     |                                                                                     |                                                                                     |                                                                                     |                                                                         |                                                                         |                                                                         |                                                                         |                                                                         |                                                                         |                                                                   |                                                                   |                                             |                                             |                                                                             |                                                                             |                                                                             |                                                                             |                                                                             |                                                                             |  |  | ジョージ・ブルーデネル＝ブルース (1839–1868)                                                                             | ジョージ・ブルーデネル＝ブルース (1839–1868)                                                                             | ジョージ・ブルーデネル＝ブルース (1839–1868)                                                                             | ジョージ・ブルーデネル＝ブルース (1839–1868)                                                                             | ジョージ・ブルーデネル＝ブルース (1839–1868)                                                                             | ジョージ・ブルーデネル＝ブルース (1839–1868)                                                                             |                                    |                                    | 5代アイルズベリー侯 11代カーディガン伯 6代アイルズベリー伯 7代ブルース男爵 ヘンリー・ブルーデネル＝ブルース (1842–1911)   | 5代アイルズベリー侯 11代カーディガン伯 6代アイルズベリー伯 7代ブルース男爵 ヘンリー・ブルーデネル＝ブルース (1842–1911)  | 5代アイルズベリー侯 11代カーディガン伯 6代アイルズベリー伯 7代ブルース男爵 ヘンリー・ブルーデネル＝ブルース (1842–1911)  | 5代アイルズベリー侯 11代カーディガン伯 6代アイルズベリー伯 7代ブルース男爵 ヘンリー・ブルーデネル＝ブルース (1842–1911)  | 5代アイルズベリー侯 11代カーディガン伯 6代アイルズベリー伯 7代ブルース男爵 ヘンリー・ブルーデネル＝ブルース (1842–1911)  | 5代アイルズベリー侯 11代カーディガン伯 6代アイルズベリー伯 7代ブルース男爵 ヘンリー・ブルーデネル＝ブルース (1842–1911)  |                                                                                   |                                                                                   |                                                                                   |                                                                                   |                                                                                   |                                                                                   |  |  |  |  |  |  |  |  |  |  |
|                                                                                     |                                                                                     |                                                                                     |                                                                                     |                                                                                     |                                                                                     |                                                                         |                                                                         |                                                                         |                                                                         |                                                                         |                                                                         |                                                                   |                                                                   |                                             |                                             |                                                                             |                                                                             |                                                                             |                                                                             |                                                                             |                                                                             |  |  | ジョージ・ブルーデネル＝ブルース (1839–1868)                                                                             | ジョージ・ブルーデネル＝ブルース (1839–1868)                                                                             | ジョージ・ブルーデネル＝ブルース (1839–1868)                                                                             | ジョージ・ブルーデネル＝ブルース (1839–1868)                                                                             | ジョージ・ブルーデネル＝ブルース (1839–1868)                                                                             | ジョージ・ブルーデネル＝ブルース (1839–1868)                                                                             |                                    |                                    | 5代アイルズベリー侯 11代カーディガン伯 6代アイルズベリー伯 7代ブルース男爵 ヘンリー・ブルーデネル＝ブルース (1842–1911)   | 5代アイルズベリー侯 11代カーディガン伯 6代アイルズベリー伯 7代ブルース男爵 ヘンリー・ブルーデネル＝ブルース (1842–1911)  | 5代アイルズベリー侯 11代カーディガン伯 6代アイルズベリー伯 7代ブルース男爵 ヘンリー・ブルーデネル＝ブルース (1842–1911)  | 5代アイルズベリー侯 11代カーディガン伯 6代アイルズベリー伯 7代ブルース男爵 ヘンリー・ブルーデネル＝ブルース (1842–1911)  | 5代アイルズベリー侯 11代カーディガン伯 6代アイルズベリー伯 7代ブルース男爵 ヘンリー・ブルーデネル＝ブルース (1842–1911)  | 5代アイルズベリー侯 11代カーディガン伯 6代アイルズベリー伯 7代ブルース男爵 ヘンリー・ブルーデネル＝ブルース (1842–1911)  |                                                                                   |                                                                                   |                                                                                   |                                                                                   |                                                                                   |                                                                                   |  |  |  |  |  |  |  |  |  |  |
|                                                                                     |                                                                                     |                                                                                     |                                                                                     |                                                                                     |                                                                                     |                                                                         |                                                                         |                                                                         |                                                                         |                                                                         |                                                                         |                                                                   |                                                                   |                                             |                                             |                                                                             |                                                                             |                                                                             |                                                                             |                                                                             |                                                                             |  |  | 4代アイルズベリー侯 10代カーディガン伯 5代アイルズベリー伯 6代ブルース男爵 ジョージ・ブルーデネル＝ブルース (1863–1894)  | 4代アイルズベリー侯 10代カーディガン伯 5代アイルズベリー伯 6代ブルース男爵 ジョージ・ブルーデネル＝ブルース (1863–1894)  | 4代アイルズベリー侯 10代カーディガン伯 5代アイルズベリー伯 6代ブルース男爵 ジョージ・ブルーデネル＝ブルース (1863–1894)  | 4代アイルズベリー侯 10代カーディガン伯 5代アイルズベリー伯 6代ブルース男爵 ジョージ・ブルーデネル＝ブルース (1863–1894)  | 4代アイルズベリー侯 10代カーディガン伯 5代アイルズベリー伯 6代ブルース男爵 ジョージ・ブルーデネル＝ブルース (1863–1894)  | 4代アイルズベリー侯 10代カーディガン伯 5代アイルズベリー伯 6代ブルース男爵 ジョージ・ブルーデネル＝ブルース (1863–1894)  |                                    |                                    | 6代アイルズベリー侯 12代カーディガン伯 7代アイルズベリー伯 8代ブルース男爵 ジョージ・ブルーデネル＝ブルース (1873–1961)   | 6代アイルズベリー侯 12代カーディガン伯 7代アイルズベリー伯 8代ブルース男爵 ジョージ・ブルーデネル＝ブルース (1873–1961)  | 6代アイルズベリー侯 12代カーディガン伯 7代アイルズベリー伯 8代ブルース男爵 ジョージ・ブルーデネル＝ブルース (1873–1961)  | 6代アイルズベリー侯 12代カーディガン伯 7代アイルズベリー伯 8代ブルース男爵 ジョージ・ブルーデネル＝ブルース (1873–1961)  | 6代アイルズベリー侯 12代カーディガン伯 7代アイルズベリー伯 8代ブルース男爵 ジョージ・ブルーデネル＝ブルース (1873–1961)  | 6代アイルズベリー侯 12代カーディガン伯 7代アイルズベリー伯 8代ブルース男爵 ジョージ・ブルーデネル＝ブルース (1873–1961)  |                                                                                   |                                                                                   |                                                                                   |                                                                                   |                                                                                   |                                                                                   |  |  |  |  |  |  |  |  |  |  |
|                                                                                     |                                                                                     |                                                                                     |                                                                                     |                                                                                     |                                                                                     |                                                                         |                                                                         |                                                                         |                                                                         |                                                                         |                                                                         |                                                                   |                                                                   |                                             |                                             |                                                                             |                                                                             |                                                                             |                                                                             |                                                                             |                                                                             |  |  | 4代アイルズベリー侯 10代カーディガン伯 5代アイルズベリー伯 6代ブルース男爵 ジョージ・ブルーデネル＝ブルース (1863–1894)  | 4代アイルズベリー侯 10代カーディガン伯 5代アイルズベリー伯 6代ブルース男爵 ジョージ・ブルーデネル＝ブルース (1863–1894)  | 4代アイルズベリー侯 10代カーディガン伯 5代アイルズベリー伯 6代ブルース男爵 ジョージ・ブルーデネル＝ブルース (1863–1894)  | 4代アイルズベリー侯 10代カーディガン伯 5代アイルズベリー伯 6代ブルース男爵 ジョージ・ブルーデネル＝ブルース (1863–1894)  | 4代アイルズベリー侯 10代カーディガン伯 5代アイルズベリー伯 6代ブルース男爵 ジョージ・ブルーデネル＝ブルース (1863–1894)  | 4代アイルズベリー侯 10代カーディガン伯 5代アイルズベリー伯 6代ブルース男爵 ジョージ・ブルーデネル＝ブルース (1863–1894)  |                                    |                                    | 6代アイルズベリー侯 12代カーディガン伯 7代アイルズベリー伯 8代ブルース男爵 ジョージ・ブルーデネル＝ブルース (1873–1961)   | 6代アイルズベリー侯 12代カーディガン伯 7代アイルズベリー伯 8代ブルース男爵 ジョージ・ブルーデネル＝ブルース (1873–1961)  | 6代アイルズベリー侯 12代カーディガン伯 7代アイルズベリー伯 8代ブルース男爵 ジョージ・ブルーデネル＝ブルース (1873–1961)  | 6代アイルズベリー侯 12代カーディガン伯 7代アイルズベリー伯 8代ブルース男爵 ジョージ・ブルーデネル＝ブルース (1873–1961)  | 6代アイルズベリー侯 12代カーディガン伯 7代アイルズベリー伯 8代ブルース男爵 ジョージ・ブルーデネル＝ブルース (1873–1961)  | 6代アイルズベリー侯 12代カーディガン伯 7代アイルズベリー伯 8代ブルース男爵 ジョージ・ブルーデネル＝ブルース (1873–1961)  |                                                                                   |                                                                                   |                                                                                   |                                                                                   |                                                                                   |                                                                                   |  |  |  |  |  |  |  |  |  |  |
|                                                                                     |                                                                                     |                                                                                     |                                                                                     |                                                                                     |                                                                                     |                                                                         |                                                                         |                                                                         |                                                                         |                                                                         |                                                                         |                                                                   |                                                                   |                                             |                                             |                                                                             |                                                                             |                                                                             |                                                                             |                                                                             |                                                                             |  |  | | | | | | |                                    |                                    | 7代アイルズベリー侯 13代カーディガン伯 8代アイルズベリー伯 9代ブルース男爵 シャンドス・ブルーデネル＝ブルース (1904–1974) | | | | | |                                                                                   |                                                                                   |                                                                                   |                                                                                   |                                                                                   |                                                                                   |  |  |  |  |  |  |  |  |  |  |
|                                                                                     |                                                                                     |                                                                                     |                                                                                     |                                                                                     |                                                                                     |                                                                         |                                                                         |                                                                         |                                                                         |                                                                         |                                                                         |                                                                   |                                                                   |                                             |                                             |                                                                             |                                                                             |                                                                             |                                                                             |                                                                             |                                                                             |  |  | | | | | | |                                    |                                    | | | | | | |                                                                                   |                                                                                   |                                                                                   |                                                                                   |                                                                                   |                                                                                   |  |  |  |  |  |  |  |  |  |  |
|                                                                                     |                                                                                     |                                                                                     |                                                                                     |                                                                                     |                                                                                     |                                                                         |                                                                         |                                                                         |                                                                         |                                                                         |                                                                         |                                                                   |                                                                   |                                             |                                             |                                                                             |                                                                             |                                                                             |                                                                             |                                                                             |                                                                             |  |  | | | | | | |                                    |                                    | 8代アイルズベリー侯 14代カーディガン伯 9代アイルズベリー伯 10代ブルース男爵 マイケル・ブルーデネル＝ブルース (1926–)      | | | | | |                                                                                   |                                                                                   |                                                                                   |                                                                                   |                                                                                   |                                                                                   |  |  |  |  |  |  |  |  |  |  |
|                                                                                     |                                                                                     |                                                                                     |                                                                                     |                                                                                     |                                                                                     |                                                                         |                                                                         |                                                                         |                                                                         |                                                                         |                                                                         |                                                                   |                                                                   |                                             |                                             |                                                                             |                                                                             |                                                                             |                                                                             |                                                                             |                                                                             |  |  | | | | | | |                                    |                                    | | | | | | |                                                                                   |                                                                                   |                                                                                   |                                                                                   |                                                                                   |                                                                                   |  |  |  |  |  |  |  |  |  |  |
|                                                                                     |                                                                                     |                                                                                     |                                                                                     |                                                                                     |                                                                                     |                                                                         |                                                                         |                                                                         |                                                                         |                                                                         |                                                                         |                                                                   |                                                                   |                                             |                                             |                                                                             |                                                                             |                                                                             |                                                                             |                                                                             |                                                                             |  |  | | | | | | |                                    |                                    | カーディガン伯(儀礼称号) デイヴィッド・ブルーデネル＝ブルース (1952–)                                                     | | | | | |                                                                                   |                                                                                   |                                                                                   |                                                                                   |                                                                                   |                                                                                   |  |  |  |  |  |  |  |  |  |  |